# Fujimoto Hiroshi
Fujimoto Hiroshi (també hi apareix com Hiroshi Fujimoto, en japonès 藤本 弘) va ser un mangaka, nat l'1 de desembre de 1933 a Takaoka, prefectura de Toyama, Japó, i mort el 23 de setembre de 1992.
Va ser reconegut per formar equip artístic amb Motoo Abiko (安孫子 素雄, Abiko Motoo, 1934-), una relació que s'allargaria des de 1951 fins a 1987. A partir del 1954 van signar les seues creacions amb el nom de Fujiko Fujio, especialitzant-se en el manga d'humor i adquirint una gran acceptació entre el públic infantil. Un cop dissolta la seva societat el 1987, per tal diferenciar cadascuna de les seues obres, Fujimoto també va emprar el pseudònim de Fujiko F. Fujio, mentre que Abiko, al seu torn, va prendre el nom de Fujiko Fujio A.
Conjuntament van crear el manga Obake no Q-tarō (オバケのQ太郎) (1964–1966, 1971–1974), que constituiria el seu primer gran èxit. Posteriorment, van crear la seua obra més famosa, Doraemon (ドラえもん) (1970–1996), basada en les aventures d'un gat-robot i el seu company Nobita. Doraimon va esdevenir un dels kodomos més cèlebres de la història del manga i l'anime.
Altres creacions seues són: 
- Perman (パーマン) (1967–1968, 1983–1986)
- 21emon (21エモン) (1968)
- Mojacko (モジャ公) (1969–1970)
- Ume Boshi Denka (ウメ星デンカ) (1969)
- Jungle Kurobe (ジャングル黒べえ) (1973)
- Kiteretsu Daihyakka (キテレツ大百科) (1974–1977)
- Hitoribocchi no Uchū Sensō (ひとりぼっちの宇宙戦争) (1975)
- Bakeru-kun (バケルくん) (1976)
- Esper Mami (エスパー真美) (1977–1982)
- TP Bon (T・Pぼん) (1978)
- Pokonyan (ポコニャン) (1978)
- Chinpui (チンプイ) (1985, 1987–1988)